# Västerkärr
Västerkärr är en småort i Habo socken i Habo kommun i Jönköpings län.
Västerkärr ligger utmed Stråken. Västerkärr ligger 5 kilometer syd om Mullsjö där många arbetar och handlar eftersom det inte finns några butiker eller arbetsplatser i Västerkärr.